# Atylomyia
Atylomyia – rodzaj muchówek z rodziny rączycowatych (Tachinidae).

## Wybrane gatunki
- A. albifrons Villeneuve, 1911[1]
- A. chinensis Zhang et Ge, 2007[2]
- A. loewi Brauer, 1898
- A. mesnili Herting, 1981
- A. minutiungula Zhang et Wang, 2007[2]